# Apple Studio Display
| Apple Studio Display                           | Apple Studio Display | Apple Studio Display |
| ---------------------------------------------- | -------------------- | -------------------- |
| Apple Studio Display 17″ mit Power Mac G4 Cube |                      |                      |
| Überblick                                      |                      |                      |
| Hersteller:                                    | Apple Inc.           |                      |
| Veröffentlichung:                              | 17. März 1998        |                      |
| Nachfolger:                                    | Apple Cinema Display |                      |

Die Studio Displays sind TFT- und CRT-Computerbildschirme der Firma Apple.
Das erste Studio Display wurde am 17. März 1998 eingeführt. Dies war ein 15,1″-Modell mit Active Matrix TFT Panel, 24 Bit Farbtiefe, einer Helligkeit von 180 cd/m² und einer Auflösung von 1024 × 768 Pixeln.
Das Design des Displays war revolutionär; es war das erste Apple-Produkt mit dunkelblauem transluzenten Gehäuse, welches später auch beim Designklassiker iMac verwendet wurde. Aufgestellt wurde das Display durch einen Teleskopstandfuß oder einen Bilderbügel.
Als Schnittstelle zur Bildübertragung verwendeten die Studio Displays DB-15, VGA, DVI und den Apple Display Connector, kurz ADC, eine Modifikation von DVI, die DVI selbst, USB und Strom in einem Anschluss bündelt. Das abgebildete 17-Zoll-TFT besitzt wie das 15-Zoller nur einen ADC-Anschluss.
Im Januar 1999 kamen die CRT-Monitore heraus. Sie waren in den Größen 15, 17 und 21 Zoll im semitransluzenten bondi-blue-Design des iMac zu haben.
Apples letzter CRT-Monitor war das 17″-CRT-Display, welches im Juli 2000 zusammen mit einem 15″-TFT eingeführt wurde. Das Design beider Displays wurde erneut vollkommen verändert. Sie waren im Acryl-Design des G4 gehalten.
Mitte Mai 2001 kam mit einem 17″-TFT-Display die letzte Version des Studio Displays heraus.
Die externen Bildschirme wurden dann als Cinema Displays weitergeführt. Der neue Name resultiert aus dem geänderten Seitenverhältnis der Bildschirme, das nun dem Breitbildformat ähnlich eines Kinos (Englisch Cinema) entspricht.

## Neues Studio Display ab 2022

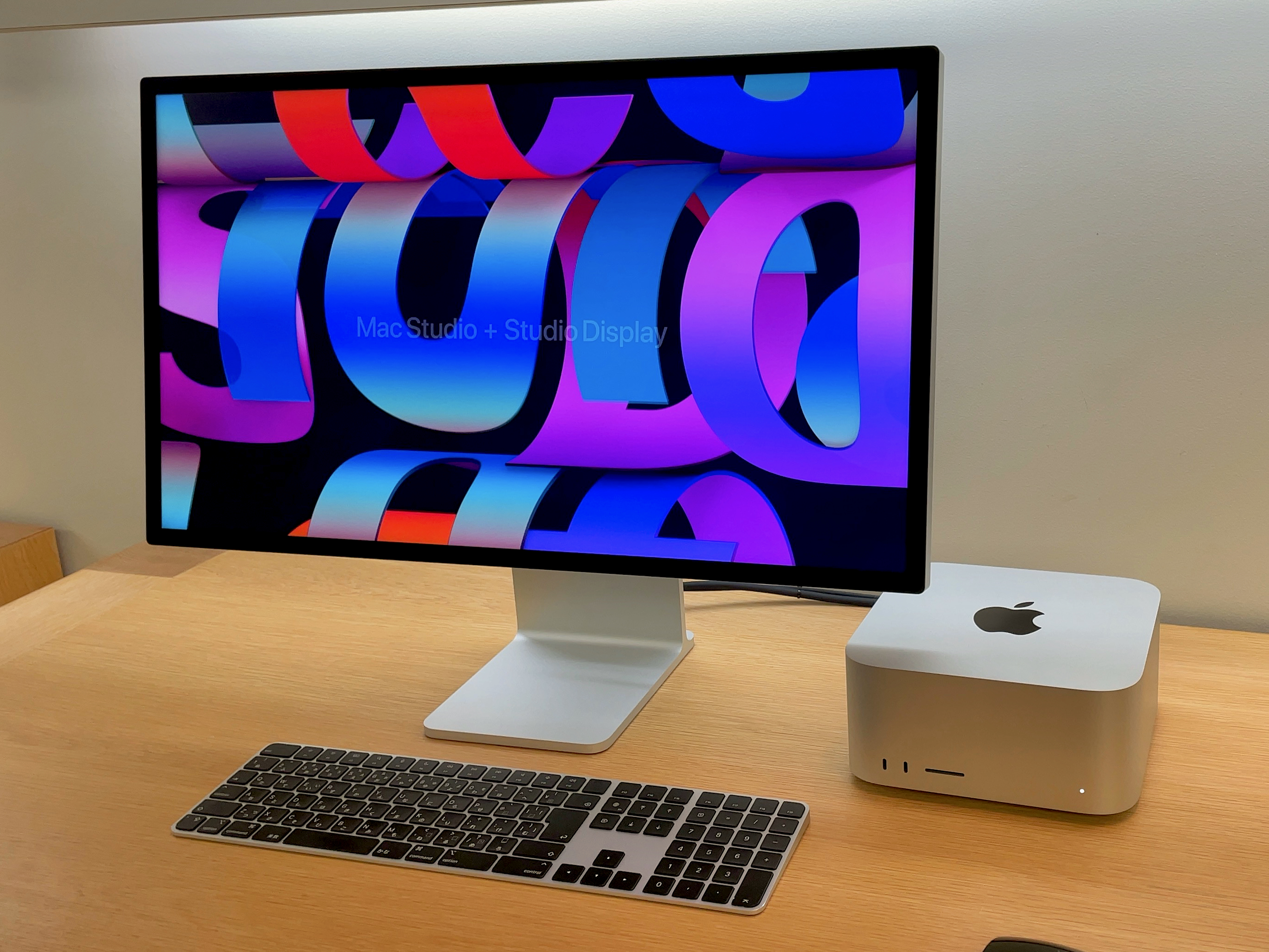
Studio Display (2022) mit Mac Studio

Am 8. März 2022 wurde im Rahmen einer Keynote ein neuer Bildschirm unter dem Namen Studio Display gemeinsam mit dem neuen Mac Studio genannten Desktop-Computer vorgestellt. Es entspricht technisch im Wesentlichen dem Display des 2020 27″ iMac. Es besitzt laut Apple zusätzlich eine 12-MP-Frontkamera, die den Folgemodus unterstützt, ein Hi-Fi-6-Lautsprechersystem, 3 Mikrofone in Studioqualität sowie einen integrierten Apple A13-Bionic-Chip. Weiterhin sind 4 USB-C-Anschlüsse verbaut, von denen einer als Thunderbolt-3-Anschluss ausgeführt ist und ein angeschlossenes MacBook mit bis zu 96 Watt laden kann. Es ist mit einem nur neigungsverstellbaren sowie einem neigungs- und höhenverstellbaren Standfuß, ähnlich dem des Pro Display XDR, oder einem VESA-Mount Adapter und optional mit Nanotexturglas erhältlich.